# Abigail McKern
Abigail McKern (Londra, 1955) è un'attrice britannica.
Figlia di Leo McKern, Abigail McKern è attiva in campo televisivo e teatrale. È nota soprattutto per aver interpretato Liz nelle ultime tre stagioni di Le avventure di Bailey, accanto al padre (1988-1992).
In campo teatrale, ha vinto il Laurence Olivier Award alla miglior attrice non protagonista per la sua interpretazione nel ruolo di Celia/Aliena in Come vi piace di William Shakespeare, in scena a Londra nel 1983.

## Filmografia parziale

### Televisione
- Le avventure di Bailey - serie TV, 12 episodi (1988-1992)